# Офіоліти

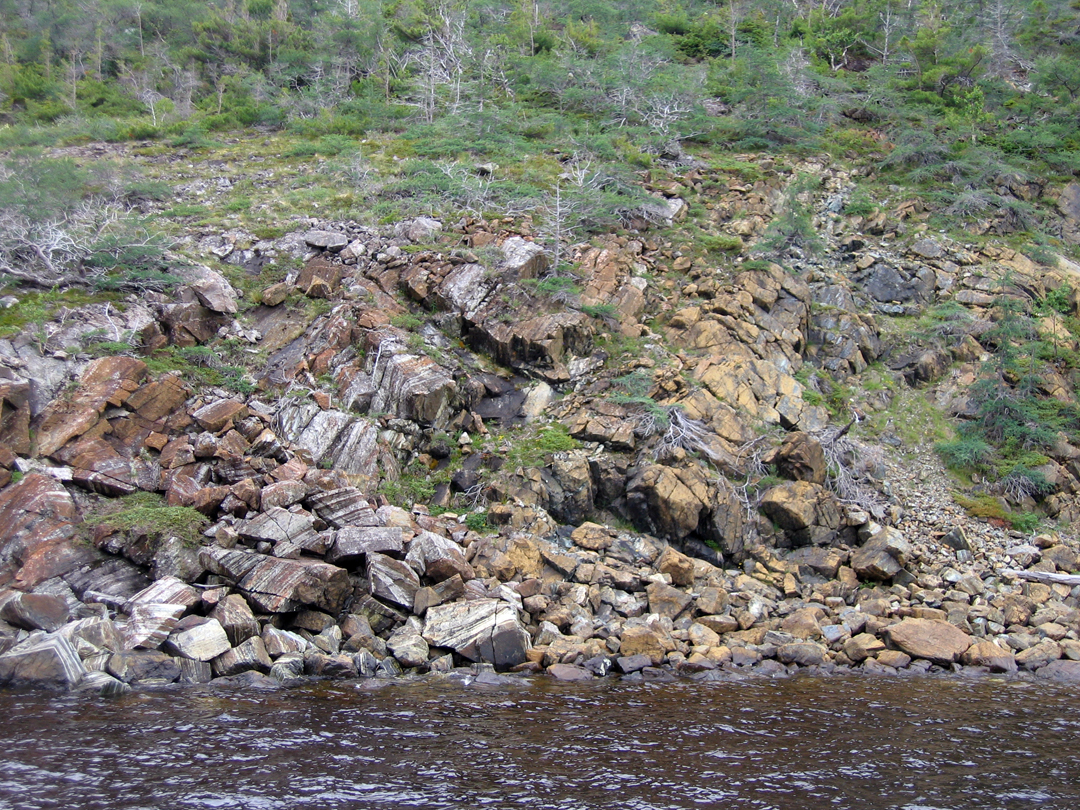
Офіоліти ордовика

Офіоліти — генетично пов'язаний комплекс основних і ультраосновних глибинних (дуніти, перидотити, піроксеніти, габро, тоналіти), виливних (базальти і їх туфи) і осадових (глибоководні осади океанічного типу) гірських порід, які зустрічаються спільно. 

## Етимологія та історія терміна
Неологізм «офіоліт» походить з давньогрецької мови та складається з ὄφις (ophis) = змія та λίθος (lithos) = камінь, для опису зелених порід зі зміїною текстурою (переважно серпентиніти, але також спіліти). Його вперше використав Александр Броньяр у 1813 році для опису асоціації зелених порід в Альпах (для серпентинвмісних порід з діабазами). Пізніше (1905 та 1927) німецький геолог Густав Штайнманн модифікував термін, включивши до нього подушкові лави та радіолярити на додаток до серпентинітів (так звана Трійця Штайнмана).

## Поширення
Офіоліти зазвичай можна знайти в шовних зонах. Тут, після завершення субдукції, океанічні ділянки земної кори розміщуються між континентами, континентальними фрагментами або острівними дугами, що зіштовхуються. Однак модель, заснована виключно на континентальній колізії, призвела до неправильної інтерпретації у випадку шва Ярлунг-Цангпо (також відомого як шов Інд-Ярлунг), оскільки це, ймовірно, був лише відносно невеликий океанічний басейн (так званий басейн задньої дуги) і, таким чином, не очікуваний великий шов між Євразією та Індією.

### Визначні приклади
Див. також: Список офіолітів
Прикладами офіолітів, які вплинули на вивчення цих гірських порід, є:
- Офіоліт Прибережного хребта в Каліфорнійських прибережних горах, від Санта-Барбари до округів Сан-Франциско, Каліфорнія.
- Офіоліт Семайл в Омані та Об'єднаних Арабських Еміратах, який вважається однією з найкраще оголених офіолітових послідовностей
- Офіоліт Троодос у горах Троодос на Кіпрі, що має економічний інтерес, оскільки містить мідні родовища Кіпру (від яких названа мідь)
- Острів Маккуорі, Тасманія, Австралія, був названий об'єктом Всесвітньої спадщини ЮНЕСКО в 1997 році як «єдиний відомий приклад офіолітового... комплексу, що знаходиться в процесі формування та наразі знаходиться в його первісному геологічному середовищі».[23]
- Офіоліт затоки Островів у Національному парку Грос-Морн, Ньюфаундленд, був внесений до списку Всесвітньої спадщини ЮНЕСКО у 1987 році завдяки чудово оголеній повній стратиграфічній послідовності офіолітів.
- Якуно, Хороканай та Порошірі, три повні послідовності офіолітів у Японії.

Пояс офіолітів гори Дун, Південний острів, Нова Зеландія. Породний тип дунітів названо на честь цієї місцевості.[24]
- Офіолітовий комплекс Замбалес[25], включаючи блоки Кото та Акохе, Лусон, Філіппіни. Офіоліт Замбалес віком ~45 мільйонів років[26] є частиною фундаменту острівного дугового комплексу Лусона.[27]
- Офіолітовий пояс пагорбів Нага та Андаман, Північно-Східна Індія[28]

Неопротерозойські офіоліти Центрально-Східної пустелі, Єгипет (Ель-Бахарія, 2018).
- Гімалайські офіоліти, Нідар, Шергол (Манас та ін., 2021)

## Прикладне значення
Вивчення офіолітів важливе для виявлення родовищ руд, генетично пов'язаних з породами офіолітового комплексу (хрому, нікелю, платини, золота, ртуті та ін.), а також для вивчення розвитку земної кори.

## Інтернет-ресурси
- Ishiwatari, A. (2001). Introduction to opholites. Kanazawa University. Процитовано 26 липня 2016.
- Shervais, J. W. (2001). Birth, death, and resurrection: The life cycle of suprasubduction zone ophiolites (PDF). Geochemistry, Geophysics, Geosystems. 2 (1): n/a. Bibcode:2001GGG.....2.1010S. CiteSeerX 10.1.1.538.2375. doi:10.1029/2000gc000080. S2CID 128443724. Процитовано 26 липня 2016.
- Ofioliti, an international journal on ophiolites and modern oceanic lithosphere
- Gallery of ophiolitic rocks published on Flickr by Ohio State University